# Knut Erik Lindberg

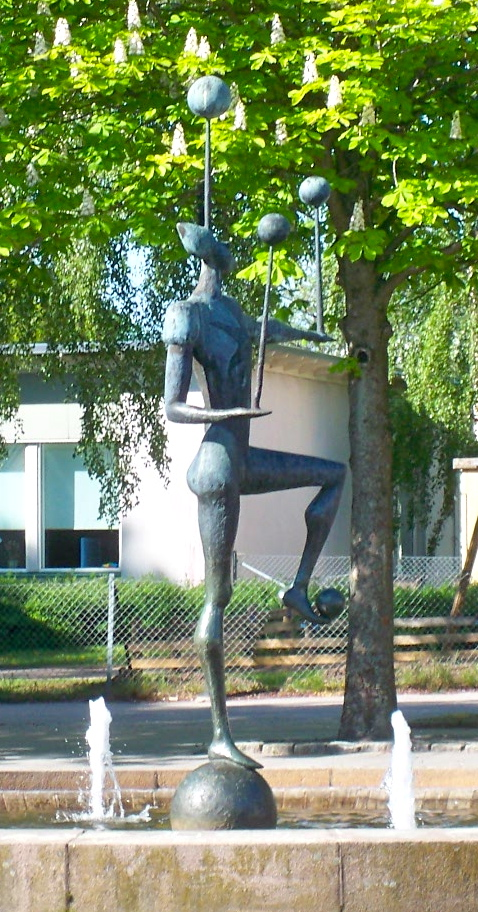
Jonglören (1959) centralt placerad i stadsdelen Sjöbo i Borås.

Knut-Erik Lindberg, (alternativt Knut Erik), född 3 juli 1921 i Solna församling, död 13 november 1988 i Delsbo, var en svensk skulptör.

## Biografi
Knut-Erik Lindberg utbildade sig vid Tekniska Aftonskolan i Stockholm 1936 och vid Konstakademien i Stockholm 1937–1943. Han tilldelades Ester Lindahls stipendium 1944. Han tillhörde konstnärsgruppen 1947 års män.
I en dekorativ, stiliserad stil, påverkad av primitiv konst, utförde han reliefer, porträtt och friskulpturer. 
Han var gift med målaren och textilkonstnären Wiveca Claeson-Lindberg (1920–2004) och yngre bror till målaren Uno Lindberg (1912–1992).

## Offentliga verk i urval
- Bondflicka (1940-tal), sten, Ljusdal
- Gås (1954), brons, Rönnegatan i Ängelholm
- Måsar (1955), brons, Skallbergsskolan i Västerås
- Jonglören (1959), Sjöbo torg, Borås
- Kvinna vid havet, granit, 1960, Kvarnparken i Kumla
- Flicka med blomma (1961), brons, torget vid Wienergatan i Helsingborg
- Folkvisa (1960-tal), bronsrelief på yttervägg, Ede skola, Delsbo
- Linje (1970), Telefonplan i Stockholm
- Myrorna, brons, utanför biblioteket i Eskilstuna (också visad i svenska paviljongen vid Världsutställningen i Montréal 1967.
- Sländan, brons och betong (1971), Västmanlands sjukhus, Västerås, utanför huvudentrén
- Celsiusastronomen (1979), brons, Celsiuspromenaden i Uppsala
- Harlekin och Pierrot (1987), brons, Storgatan vid Guldsmeden, Hudiksvall
- reliefer i S:a Birgitta kyrka i Nockeby i Stockholm
- Häcklöpararen, brons, utanför Tumba kommunalhus, Botkyrka kommun
- Slända, brons, Skiftingehus, Eskilstuna
- Näckens Polska, brons, Barnängen, Stockholm.
- Näcken, skulptur uppförd i Mariestad 1996